# Naos (estrella)
Naos es el nombre que recibe la estrella ζ Pupis (ζ Pup / HD 66811) de magnitud aparente +2.21, la más brillante de la constelación de Puppis y la 66 del cielo nocturno. Su nombre proviene del griego (ναύς, ‘barco’). Otro nombre por el que es conocida esta estrella es Suhail Hadar, de origen árabe.

## Características físicas
Naos es una supergigante azul de tipo espectral O5Ia —también catalogada como O4I— excepcionalmente caliente con una temperatura superficial de 42 000 K. Es una estrella muy masiva cuya masa es 22.5 veces mayor que la del Sol —cifra que puede aumentar hasta 40 masas solares según otras fuentes—. Es una de las estrellas más luminosas de la Vía Láctea; considerando que la mayor parte de la radiación emitida se encuentra en el rango del ultravioleta, es 550 000 veces más luminosa que el Sol. Su radio es 14 veces más grande que el radio solar.

## Evolución
Aunque anteriormente se consideraba que Naos estaba situada a 1400 años luz del sistema solar, recientes estudios revisan esta distancia a 900 años luz. El análisis retrospectivo de la trayectoria de Naos muestra que fue expulsada del cúmulo estelar Trumpler 10 hace unos 2.5 millones de años. Actualmente se encuentra visualmente a 8.5º del mismo, equivalente a una separación real de ~ 400 años luz. 
Su temperatura efectiva y gravedad superficial indican que Naos está fuera de la denominada «edad cero de la secuencia principal» (ZAMS). Como otras estrellas de sus características, desde su superficie sopla un fuerte viento estelar de 2300 km/s, lo que hace que Naos pierda el equivalente a una millonésima de la masa solar cada año. Esta pérdida de masa es diez millones de veces superior a la que experimenta el Sol por medio del viento solar. El estado evolutivo y el viento solar han alterado la composición química superficial de Naos; su contenido de helio es doble que el normal y probablemente también esté enriquecida en nitrógeno. Gira sobre sí misma a gran velocidad, siendo su velocidad de rotación de 220 km/s, cien veces mayor que la del Sol. Una estrella de estas características, con una masa comprendida entre 22 y 40 masas solares, terminará su vida estallando como una espectacular supernova, dejando como remanente una estrella de neutrones, un púlsar o un agujero negro.